# Billy Bat
Billy Bat (jap. ビリーバット) ist eine Mangaserie der japanischen Künstler Naoki Urasawa und Takashi Nagasaki, die von 2008 bis 2016 in Japan erschien. 

## Inhalt
Der japanisch-amerikanische Comiczeichner Kevin Yamagata (山縣金持, Yamagata Kinji) zeichnet 1949 einen Comic mit dem Helden „Billy Bat“, einer vermenschlichten Fledermaus. Doch als ihm bewusst wird, dass er diese Figur schon einmal in Japan gesehen hat, reist er dorthin, um den eigentlichen Urheber um Erlaubnis zu fragen, Billy Bat verwenden zu dürfen. In Japan angekommen erfährt er bald, dass hinter der Figur eine lange Geschichte steckt und wird bald auch selbst in diese hineingezogen.

## Veröffentlichung
Der Manga erschien seit Oktober 2008 in Einzelkapiteln im Magazin Weekly Morning des Verlags Kodansha in Japan. Die Veröffentlichung pausierte zwischenzeitlich mehrfach. Ende Juli 2016 wurde bekannt, dass der Manga bei weiterhin planmäßiger Veröffentlichung am 18. August 2016 in der Ausgabe 38/2016 abgeschlossen wird. Die Kapitel wurden in 20 Sammelbänden veröffentlicht.
Von Oktober 2012 bis Mai 2018 veröffentlichte Carlsen Manga eine deutsche Übersetzung in 20 Bänden. Planeta DeAgostini bringt eine spanische Übersetzung heraus, Pika Édition eine französische, GP Manga eine italienische und Sharp Point Press lizenzierte die Serie für Taiwan.

## Rezeption
Die Sammelbände verkauften sich in Japan jeweils über 90.000-mal, teilweise fast 150.000-mal. Band 20 verkaufte sich in den ersten drei Wochen nach Erstveröffentlichung 113.000-mal. 2014 gewann die Serie den Max-und-Moritz-Preis in der Kategorie „Bester internationaler Comic“. Die Laudatio lobt den „Reichtum an Figuren und Ploterzählung“, die „grafische Vielfalt“ und das „schlichte handwerkliche Exzellenz-Niveau“. „Mit einer Vielfalt paralleler Erzählstränge und wunderbar konträren Stilen arbeitet sich die Story durch Zeiten und Kulturen, von den Samurais bis zum Kennedy-Mord, von japanischen Nachkriegsstädten bis zur Bürgerrechtsbewegung in den Südstaaten der USA.“ „Trotz breit gefächerter Handlungsräume“ schaffe es die Serie „die Spannung zu halten“. Der japanische Blick auf die amerikanische Geschichte sei ein weiterer faszinierender Aspekt, da dem westlichen Leser selten geboten.